# Franz Lehrndorfer

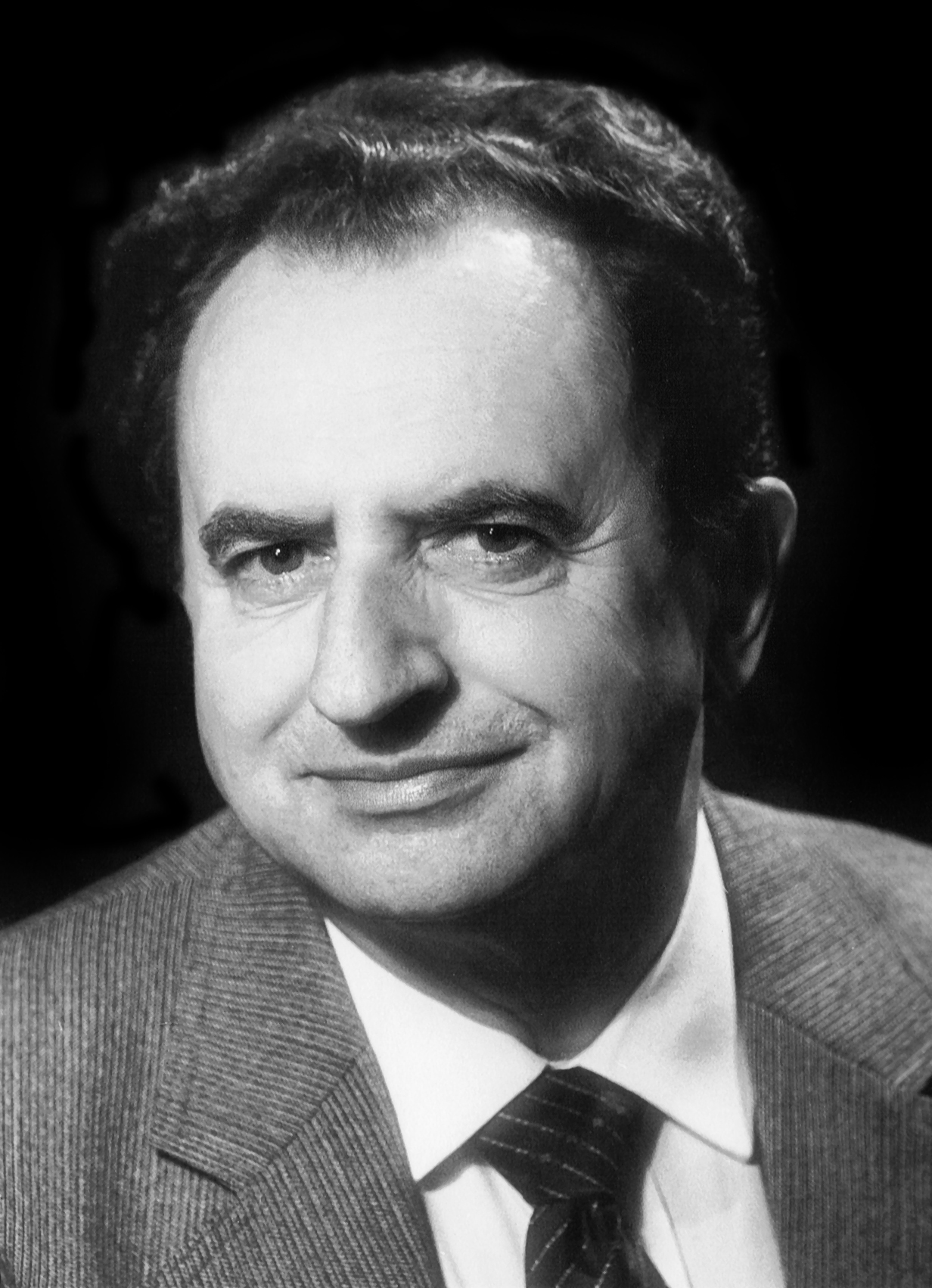
Franz Lehrndorfer (1985)

Franz Lehrndorfer (* 10. August 1928 in Salzburg; † 10. Januar 2013 in München) war ein deutscher Organist, Komponist und Musikpädagoge.

## Leben und Werdegang
Lehrndorfer wuchs in Kempten (Allgäu) auf, erhielt den ersten Musikunterricht von seinem Vater, einem Chorleiter und Musikwissenschaftler, und versah dort schon mit 9 Jahren Organistendienste. Sein Abitur erwarb er am Humanistischen Gymnasium Kempten. Von 1948 bis 1951 studierte er katholische Kirchenmusik in München und schloss dort 1952 die Meisterklasse für Orgel ab. Franz Lehrndorfer war mit Ingeburg Lehrndorfer verheiratet.
Lehrndorfer verstarb am 10. Januar 2013 und wurde auf dem Waldfriedhof in Germering-Unterpfaffenhofen beigesetzt.

## Berufliche und künstlerische Aktivitäten
Nach dem Studium arbeitete Lehrndorfer als Musikpädagoge bei den Regensburger Domspatzen unter Domkapellmeister Theobald Schrems. 1962 begann seine pädagogische Laufbahn an der Musikhochschule München, wo er von 1969 bis 1993 die Abteilung für katholische Kirchenmusik und Orgel leitete. Darüber hinaus war Lehrndorfer (als Nachfolger von Heinrich Wismeyer) von 1969 bis Oktober 2002 Domorganist an der Münchner Frauenkirche. Nach einem langwierigen Streit mit Domkapellmeister Karl-Ludwig Nies, von welchem Lehrndorfer sich gemobbt fühlte, kündigte er diese Stelle zum 31. Oktober 2002. Von 1998 bis 2002 hatte er eine Gastprofessur an der Katholischen Universität in Porto (Portugal) inne. 
Ein besonderer Schwerpunkt seiner künstlerischen Tätigkeit lag in der Orgelimprovisation. Eine rege Konzerttätigkeit führte ihn in das In- und Ausland, viele Rundfunk- und Platteneinspielungen liegen vor. Als Interpret führte er häufig Werke von Johann Sebastian Bach und Max Reger auf. Neben barocker Musik widmete er sich aber auch zeitgenössischen Komponisten wie Olivier Messiaen.
Er konzertierte mit bekannten Dirigenten wie Heinz Wallberg, Rudolf Alberth, Jan Koetsier, Helmuth Rilling, Marinus Voorberg, Rudolf Kempe, Kurt Eichhorn, Eugen Jochum, Hans Stadlmair, Lothar Zagrosek und Lamberto Gardelli.
Im Jahr 1973 spielte er mit Benjamin Britten in der Bayerischen Akademie der Schönen Künste in München Werke für Klavier zu 4 Händen von Mozart und Schubert.
Er spielte Uraufführungen von Harald Genzmer, Karl Höller, Robert Maximilian Helmschrott, Günter Bialas, Bertold Hummel, Heino Schubert und Hans-Ludwig Schilling.
Lehrndorfer war Jurymitglied bei bedeutenden Wettbewerben, mehrfach beim Internationalen Musikwettbewerb der ARD (München) oder dem Internationalen Orgelimprovisationswettbewerb Haarlem (Niederlande).

## Schüler (Auswahl)
- Winfried Bönig
- Christian Brembeck
- Wolfgang Bretschneider
- Roland Büchner
- Gabriel Dessauer
- Harald Feller
- Andreas Fischer
- Willibald Guggenmos
- Franz Hauk
- Christian Heiß
- Marlene Hinterberger
- Anne Horsch
- Rudolf Kelber
- Gunter Kennel
- Odilo Klasen
- Edgar Krapp
- Hans Leitner
- Franz Lörch
- Hubert Meister
- Wolfram Menschick
- Tomasz Adam Nowak
- Herbert Paulmichl
- Ludwig Ruckdeschel
- Klemens Schnorr
- Johannes Skudlik
- Josef Still
- Gerhard Weinberger
- Markus Willinger

## Fachberater bei Orgelbau-Projekten
In den Jahren 1971 bis 1975 wirkte Franz Lehrndorfer als Orgelsachverständiger der Erzdiözese München und Freising. Größere Objekte wurden später federführend von ihm geleitet:
- 1980: Orgel der Schlosskirche St. Quirinus in Tegernsee (III/P/33) von Georg Jann[4]
- 1993: Chororgel im Münchner Dom (III/P, 36 Register) von Georg Jann[5]
- 1994: Hauptorgel im Münchner Dom (IV/P, 95 Register) von Georg Jann[6]

## Kompositionen (Auswahl)

### Orgel
- Acht Variationen über „Maria, dich lieben“ (München: Opus-Verlag, 1995)
- Neun Choralvorspiele zu Weihnachtsliedern aus dem Gotteslob (Eichstätt: Jubilate, 2001)
- Thema und 11 Variationen über „Morgen kommt der Weihnachtsmann“ (München: Opus-Verlag, 2002)
- Leichte Vorspiele zu den Advents- und Weihnachtsliedern aus dem Gotteslob (München: Opus-Verlag, 2003)
- Orgelvorspiele zu Osterliedern aus dem Gotteslob (Eichstätt: Jubilate, 2007)
- Einleitung, Variationen, Fuge und Hymnus über „Gott mit dir, du Land der Bayern“ (Eichstätt: Jubilate, 2008)
- „Nun freut euch, ihr Christen“ (München: Opus-Verlag, 2008)
- „Wachet auf, ruft uns die Stimme“ (München: Opus-Verlag, 2009)
- Concerti antici „Wie schön leuchtet der Morgenstern“ und „Lobet den Herren“ (Eichstätt: Jubilate, 2010)
- „O du fröhliche“: Meditation und Variationen (Eichstätt: Jubilate, 2010)
- Variationen über „Zu Bethlehem geboren“ (Eichstätt: Jubilate, 2010)
- Partita über „Macht hoch die Tür“ (München: Opus-Verlag, 2011)
- Alla Marcia mit Musette, in: Festliche Orgelmusik (Band 4), hg. v. Wolfgang Bretschneider (Bonn: Dr. Josef Butz, 2014)
- Fanfare, in: Kölner Fanfaren, hg. v. Winfried Bönig und Hans-Peter Bähr (Bonn: Dr. J. Butz, 2012)
- 15 Choralvorspiele zu Liedern im Gotteslob und im Evangelischen Gesangbuch (München: Opus-Verlag, 2015)

### Klavier
- Musik zur Weihnachtszeit (2-händig) (München: Opus-Verlag, 2007)
- Musik zur Weihnachtszeit (4-händig) (München: Opus-Verlag, 2007)
- Vier Variationen über „Sankt Martin“ (München: Opus-Verlag, 2015)

### Chormusik
- Sah ein Knab ein Röslein stehn & Zogen einst fünf wilde Schwäne für vierstimmig gemischten Chor (Eichstätt: Jubilate, 1978)
- Zu Bethlehem geboren & In dulci jubilo für vierstimmig gemischten Chor (Eichstätt: Jubilate, 1978)
- Kein schöner Land & Das Lieben bringt groß Freud für vierstimmig gemischten Chor (Eichstätt: Jubilate, 1981)
- Schlaf wohl, du Himmelsknabe für zwei Flöten, Violoncello und vierstimmig gemischten Chor (Eichstätt: Jubilate, 1982)
- Kein Feuer, keine Kohle für vierstimmig gemischten Chor (Eichstätt: Jubilate, 1985)
- O Lamm Gottes, unschuldig für vierstimmig gemischten Chor (Eichstätt: Jubilate, 1987)
- Missa in C für vierstimmig gemischten Chor (München: Opus-Verlag, 1995)
- Missa „In gloria Dei“ für vierstimmig gemischten Chor (München: Opus-Verlag, 1995)
- Neun Choralvorspiele zu Weihnachtsliedern aus dem Gotteslob für Orgel  (Eichstätt: Jubilate, 2001)
- Missa mundi für vierstimmig gemischten Chor und Orgel (München: Opus-Verlag, 2002)
- Missa in memoriam Theobald Schrems für vierstimmig gemischten Männerchor (2008, unveröffentlicht)

## Herausgeber (Auswahl)
- Franz Xaver Schnizer: Sechs Sonaten op. 1 für Cembalo (Klavier) oder Orgel (Stuttgart: Carus, 1980)
- Wolfgang Amadeus Mozart: Intrada und Fuge in C aus KV 399 (385i) (Eichstätt: Jubilate, 1994)
- Antonio Vivaldi: Concerto in D (München: Opus-Verlag, 1994)
- Johann Melchior Molter: Concerto Pastorale (München: Opus-Verlag, 1995)
- John Stanley: Concerto in D (München: Opus-Verlag, 1996)
- John Stanley: Concerto in A (München: Opus-Verlag, 1999)
- John Stanley: Concerto I in E (München: Opus-Verlag, 1999)
- John Stanley: Concerto III in B (München: Opus-Verlag, 2000)
- John Stanley: Concerto VI in C (München: Opus-Verlag, 2000)
- Harald Genzmer: Concerto für Orgel (Mainz: Schott, 2002)
- Harald Genzmer: Sinfonisches Konzert No. 2 für Orgel (Mainz: Schott, 2003)
- Giuseppe Tartini: Elf langsame Sonatensätze (München: Opus-Verlag, 2011)
- Joseph Rupert Ignaz Bieling: Concerto in B und drei Sonaten (München: Opus-Verlag, 2015)
- Georg Friedrich Händel: Concerto g-Moll (München: Opus-Verlag, 2015)

## Auszeichnungen und Ehrungen
- 1957: 1. Preis im Fach Orgel beim internationalen Musikwettbewerb der ARD
- 1979: Bayerischer Verdienstorden
- 1981: Deutscher Schallplattenpreis (LP „Orgelmusik aus dem Münchner Dom“. München: Calig)
- 1983: Verdienstkreuz am Bande des Verdienstordens der Bundesrepublik Deutschland
- 1997: Verdienstkreuz 1. Klasse des Verdienstordens der Bundesrepublik Deutschland
- 1998: Komtur des Päpstlichen Ritterordens des heiligen Gregors des Großen[7]
- 1999: Ehrendoktorwürde der Päpstlichen Hochschule für Musik in Rom